# Кичево (община)
Ки́чево (макед. Општина Кичево, алб. Komuna e Kërçovës) — община в Северной Македонии. Расположена на западе страны. Население составляет 30 138 человек (2002 год).
Административный центр — город Кичево.
Площадь территории общины 49,14 км².
Граничит с общинами Северной Македонии:
- на северо-западе — с общиной Заяс;
- на северо-востоке — с общиной Осломей;
- на юго-востоке — с общиной Вранештица;
- на юге и западе — с общиной Другово.

Кроме города Кичево, в состав общины входят ещё 6 сёл: Кнежино, Лазаровци, Мамудовци, Осой, Раштани и Трапчин-Дол.
Этническая структура населения в общине по переписи населения 2002 года:
- македонцы — 16 140 чел.;
- албанцы — 9202 чел.;
- турки — 2430 чел.;
- цыгане — 1630 чел.;
- сербы — 86 чел.;
- арумыны — 76 чел.;
- боснийцы — 7 чел.;
- остальные — 567 чел.

В ноябре 2021 объединилась с общинами Другово, Осломец, Врацаница и Заяц в общину Кичево.